# Althausite
L'althausite est un minéral de phosphate de magnésium relativement simple de formule Mg2(PO4)(OH,F). Ce minéral de symbole IMA Ahs est très rare. Les occurrences originales sont des gisements de magnésite parmi les serpentinites principalement à la carrière de Tingelstadtjern à Modum, en Norvège. Il porte le nom d'Egon Althaus (né en 1933), minéralogiste à l'Université de Karlsruhe, en Allemagne,.
On la trouve  associée à de l'apatite, magnétite, xénotime, holtedahlite, szaibélyite, du talc, de la magnésite (Carrière de Tingelstadtjern) ; apatite, enstatite, talc, magnésite (Carrière d'Overntjern) ; fluorapatite, wolféite, topaze, muscovite, sphalérite, du quartz, de la chalcopyrite, pyrrhotite, sidérite, arsenopyrite, chlorite, vivianite, panasquéiraïte, thadeuite (de Panasqueira au Portugal).